# 墨西哥吸口魚
墨西哥吸口魚（學名：Moxostoma albidum）為輻鰭魚綱鯉形目亞口魚科的其中一種，為溫帶淡水魚，分布於北美洲墨西哥淡水流域，生活習性不明。